# Eupithecia primulata
Eupithecia primulata är en fjärilsart som beskrevs av Pierre Millière 1874. Eupithecia primulata ingår i släktet Eupithecia och familjen mätare. Inga underarter finns listade i Catalogue of Life.